# ライポンF
ライポンF（ライポンエフ）は、ライオン油脂（現・ライオン）が開発した、世界で初めての野菜果物・食器洗い専用の台所用非液体洗剤。現在はライオンハイジーンより業務用厨房用洗浄剤（食器・野菜用洗剤）として、粉末タイプと液体タイプが販売されている。

## 商品概要・歴史
台所用と洗濯用と業務用があった。
- 1950年、工業用洗浄剤として、「ライポンF103」「ライポンP105」発売開始。Fはフレーク、Pはペーストの剤形を表していた[1]。
- 1951年、日本初の鉱油系家庭用合成洗剤として「ライポン」発売開始。毛・絹・化学繊維の洗濯の他、食器洗いにも適する多目的洗剤であった。他社の先行商品には、高級アルコール系の「モノゲン」（第一工業製薬）、「エキセリン」（花王石鹸）などがあった[1]。
- 1956年5月、厚生省（現・厚生労働省）環境衛生部より、寄生虫による健康被害対策として、食器や野菜・果物類の洗浄に使用できる洗剤の開発の要望を受ける。同年8月に、日本食品衛生協会の推奨第1号品として発売。フレーク状の洗剤であった[1]。
- 1959年、「液体ライポンF」発売[1] 。欧米諸国では、台所洗剤というと、台所用液体洗剤を指すため、液体洗剤としては、世界初の米国、世界第２位及び第3位の欧州諸国に次いで、液体ライポンFがアジア初ならびに世界第４位となる。
- 1961年、住居用洗剤「リビンライポンF」発売[2]。
- 1962年9月20日、東京都北区で粉末タイプの「ライポンF」を溶いたものを誤飲した男性が2時間後に死亡。妻が粉ミルクと誤って調合したものを子供が嫌がったため、試しにひと口飲んだことが原因であった[3]。
- 1960年代末、(上記の死亡事件の影響かどうかは不明だが）一般家庭向け商品の販売終了。以降は業務用のみ発売[要出典]。

## ネーミング
ライオン油脂の「ライ」と、ドイツ連邦共和国の化学品会社I.G.ファルベン社が開発した界面活性剤イゲポンの「ポン」を結びつけて名づけられた。また「F」の意味は“Fresh”、“Food”、“Flake”が重なっての意味だという説がある。本来はさらさらとした粒状洗剤という“Flake”の意味だったようである（ライオンでもはっきりと把握できていない）。「ライポンF」以降、名前の後にアルファベットをつけることが流行した。